# Xianbei
IIIe siècle av. J.-C. – IIIe siècle
Les Xianbei (chinois simplifié : 鲜卑 ; chinois traditionnel : 鮮卑 ; pinyin : Xiānbēi ; EFEO : Sien-pei) sont un ancien peuple nomade résidant steppes eurasiennes orientales, dans ce qui est aujourd'hui la Mongolie, la Mongolie intérieure et le Dongbei. Il est fortement suggéré que les Xianbei sont une confédération multilingue et multiethnique composée principalement de proto-mongols (qui parlent soit des langues pré-proto-mongoles ou para-mongoles), et, dans une moindre mesure, les peuples toungouses et turcs. Ils sont originaires du peuple Donghu qui s'est divisé en Wuhuan et Xianbei lorsqu'ils sont vaincus par les Xiongnu à la fin du IIIe siècle av. J.-C. Après la scission, le peuple Xianbei perd le contact direct avec la dynastie Han, résidant au nord du Wuhuan. Au Ier siècle av. J.-C., les Xianbei commencent à s'engager activement dans la lutte entre les Han et les Xiongnu, aboutissant au remplacement des Xiongnu par les Xianbei sur le plateau mongol en 93 après J.-C.
Au milieu du IIe siècle, le chef Tanshihuai (en) unifie les Xianbei et déclare la guerre à la dynastie Han. Sa confédération menace les frontières nord des Han pendant de nombreuses années, mais se désintègre après sa mort en 181 après JC. Après avoir subi plusieurs défaites à la fin de la période des Trois Royaumes, les Xianbei migrent vers le sud et s'installent à proximité de la société Han et se soumettent comme vassaux aux dynasties chinoises. En tant que l'un des « Cinq Barbares » qui s'installent dans le nord de la Chine, les Xianbei combattent comme auxiliaires de la dynastie Jin occidentale pendant la guerre des huit princes et le renversement des Cinq Barbares (en) avant de finalement prendre leurs distances et de déclarer leur autonomie alors que les Jin sont repoussés vers le sud. Au cours de la période des Seize Royaumes, les Xianbei fondent plusieurs États de courte durée dans le nord et s'établissent dans les plaines centrales.
Les Xianbei sont à un moment donné tous soumis à l'ancienne dynastie Qin dirigée par les Di avant que celle-ci ne s'effondre peu de temps après sa défaite à la bataille de la rivière Fei par les Jin de l'Est. À la suite de l'effondrement de l'ancien Qin, les Tabghach forment la dynastie Wei du Nord et finissent par réunifier le nord de la Chine, faisant entrer la Chine dans la période des dynasties du Nord et du Sud.

## Étymologie

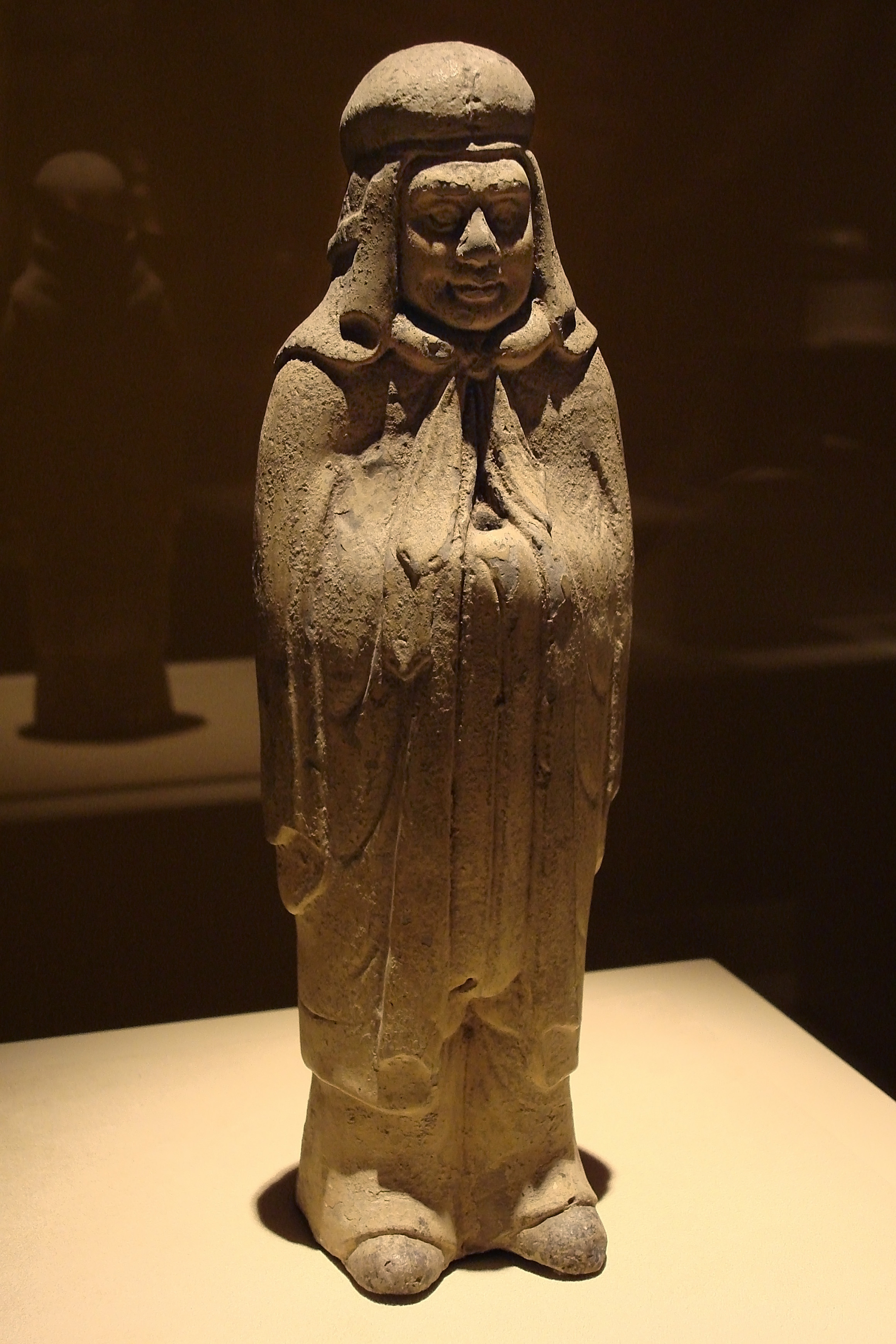
Figure d'un guerrier Xianbei de l'époque des dynasties du Nord (286-581). Le personnage porte un « chapeau coupe-vent » couvert, un pantalon, une tunique supérieure courte et une cape nouée autour du cou, conçue pour protéger du vent et de la poussière.

Paul Pelliot reconstitue provisoirement la prononciation chinoise des Han orientaux de 鮮卑 comme */serbi/, à partir de *Särpi, après avoir noté que les scribes chinois utilisaient 鮮 pour transcrire le moyen-perse sēr (lion) et 卑 pour transcrire la syllabe étrangère /pi/ ; par exemple, le sanskrit गोपी gopī « laitière, bergère » est devenu le chinois moyen 瞿卑 ( ɡɨo-piᴇ) (> mand. qúbēi).
Cependant, selon Schuessler, la prononciation chinoise des Han orientaux de 鮮卑 est /sian pie/, et il ne reconstruit pas les syllabes se terminant par -r pour cette étape. Il reconstitue la prononciation des Han postérieurs de 室韋 comme /śit wui/.
D'une part, *Särpi peut être lié à la racine mongole *ser ~ *sir qui signifie « crête, poils qui dépassent » (cf. Khalkha сэрвэн serven), se référant peut-être aux chevaux des Xianbei (sémantiquement analogue à l'ethnonyme turc Yabaqu < Yapağu « poils ou laine emmêlés », plus tard « un animal aux poils emmêlés, c'est-à-dire un poulain »). D'autre part, le Livre des Han postérieurs et le Livre des Wei indiquent qu'avant de devenir un ethnonyme, Xianbei est un toponyme, se référant aux grandes montagnes Xianbei (大鮮卑山), qui sont maintenant identifiées comme la chaîne du Grand Khingan,,.
Shimunek (2018) reconstruit *serbi pour Xiānbēi et *širwi pour 室韋Shìwéi < MC *ɕiɪt̚-ɦʉi.

## Histoire

### Origine
La littérature chinoise de la période des Royaumes combattants contient des mentions précoces de Xianbei, comme dans le poème « La Grande Convocation » dans l'anthologie Chants de Chu et peut-être le chapitre « Discours de Jin 8 » dans Discours des royaumes,.
Lorsque les Donghu sont vaincus par Modu Chanyu vers 208 av. J.-C., ils se divisent en Xianbei et Wuhuan. Selon le Livre des Han postérieurs, « la langue et la culture des Xianbei sont les mêmes que celles des Wuhuan ».
Le premier contact significatif des Xianbei avec la dynastie Han a lieu en 41 et 45, lorsqu'ils rejoignent les Wuhuan et les Xiongnu pour attaquer le territoire Han. En 49, le gouverneur Ji Tong convainc le chef Xianbei Pianhe de se retourner contre les Xiongnu en leur offrant des récompenses pour chaque tête de Xiongnu collectée. En 54, Yuchouben et Mantou des Xianbei paient un tribut à l'empereur Guangwu. En 58, le chef Xianbei Pianhe attaque et tue Xinzhiben, un chef Wuhuan provoquant des troubles dans la commanderie de Yuyang. En 85, les Xianbei concluent une alliance avec les Dingling (en) et les Xiongnu du Sud.
En 87, les Xianbei attaquent le chanyu Xiongnu Youliu et le tuent. Ils l'écorchent, lui et ses partisans, et reprennent leurs peaux comme trophées. En 93, alors que les Xiongnu du Nord sont repoussés vers le nord-ouest par la dynastie Han, les Xianbei commencent à occuper le plateau mongol, absorbant 100 000 tribus Xiongnu et augmentant leur force.
En 109, les Wuhuan et les Xianbei attaquent la commanderie de Wuyuan et battent les forces Han locales. Le chanyu des Xiongnu du Sud, Wanshishizhudi, se rebelle contre les Han et attaque l'émissaire Geng Chong, mais échoue à le chasser. Les forces Han sous Geng Kui ripostent sans parvenir à prendre la capitale des Xiongnu du Sud en raison d'une maladie parmi les chevaux de leurs alliés Xianbei. Les Xianbei sous Qizhijian attaquent le territoire Han à quatre reprises de 121 à 138. En 145, les Xianbei attaquent la commanderie Dai.

### Confédération Xianbei
Vers le milieu du IIe siècle, un chef, Tanshihuai, unifie les tribus Xianbei et établit une cour impériale au mont Danhan (彈汗山 ; dans l'actuel comté de Shangdu, en Mongolie intérieure). Sous Tanshihuai, les Xianbei attaquent les Wusun à l'ouest, repoussent les Dingling du nord et les Buyeo de l'est. Il divise l'empire Xianbei en trois sections, chacune gouvernée par un chef désigné,,.
Tout au long de son règne, Tanshihuai lance de violents raids sur les frontières nord de la dynastie Han, son premier raid enregistré datant de 156. En 166, il s'allie avec les Xiongnu du Sud et les Wuhuan pour attaquer le Shaanxi et le Gansu. Ces raids dévastent les commanderies frontalières et font de nombreuses victimes.
En 177, Xia Yu, Tian Yan et le Chanyu des Xiongnu, Tute Ruoshi Zhujiu mènent une force de 30 000 hommes contre les Xianbei. Ils sont vaincus et reviennent avec seulement un dixième de leurs forces initiales. Un mémorial réalisé cette année-là indique que les Xianbei prennent toutes les terres précédemment détenues par les Xiongnu et que leurs guerriers sont au nombre de 100 000. Les déserteurs Han qui cherchent refuge sur leurs terres leur servent de conseillers et des métaux raffinés ainsi que du fer forgé entrent en leur possession. Leurs armes sont plus tranchantes et leurs chevaux plus rapides que ceux des Xiongnu. Un autre mémorial soumis en 185 indique que les Xianbei effectuaient des raids sur les colonies Han presque chaque année.
Malgré les raids constants, la confédération Xianbei manque de l'organisation de l'empire Xiongnu et lutte pour contenir sa population croissante. Tanshihuai meurt en 181 et est remplacé par son fils, Helian, mais il manque des capacités de son père et est tué lors d'un raid sur Beidi au cours des dernières années de Han Lingdi.

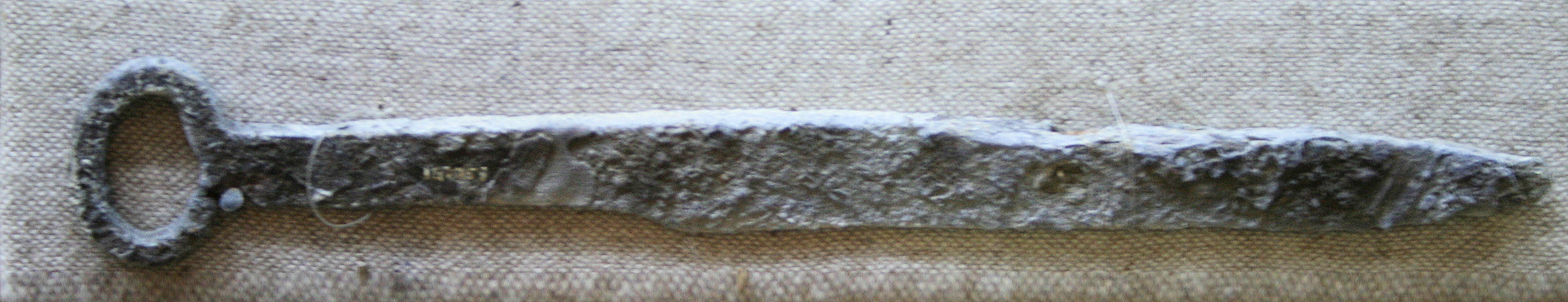
Épée large en fer, nation Xianbei pendant la dynastie Han (206 av. J.-C. à 220 apr. J.-C.), provenant d'une tombe Xianbei à Yushu, province du Jilin

### Les Trois Royaumes

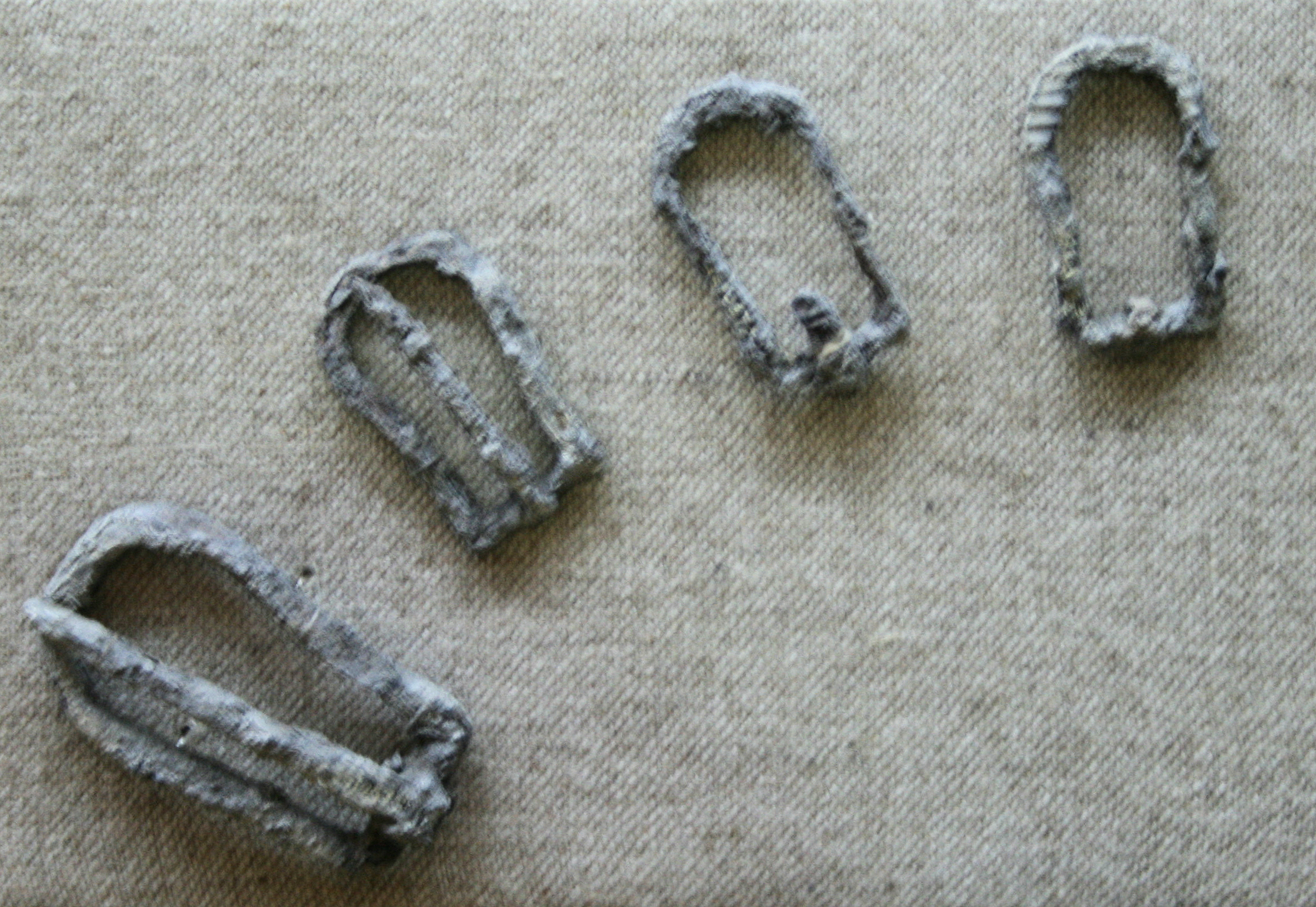
Attaches de ceinture Xianbei de l'ère Han provenant d'une tombe Xianbei à Yushu, Jilin

À l'époque de Jian'an (196-220), les Xianbei se sont divisés en de nombreux groupes différents, notamment Kuitou régnant en Mongolie intérieure, Kebineng dans le nord du Shanxi et Suli et Mijia dans le nord du Liaodong. Après sa mort, les frères de Kuitou, Budugen et Fuluohan, lui succèdent. Après que Cao Cao eut vaincu les Wuhuan à la bataille de la montagne du Loup Blanc en 207, Budugen, Fuluohan, Kebineng et d'autres lui rendent hommage. En 218, Fuluohan rencontre le chef Wuhuan Nengchendi pour former une alliance, mais Nengchendi le trahit et fait tuer Fuluohan. Budugen se rend à la cour des Wei en 224 pour demander de l'aide contre Kebineng, mais il finit par les trahir et s'allie à Kebineng en 233. Kebineng tue Budugen peu de temps après.
Kebineng est issu d'une tribu mineure Xianbei. Il est arrivé au pouvoir à l'ouest de la commanderie Dai en accueillant un certain nombre de réfugiés chinois, qui l'aident à entraîner ses soldats et à fabriquer des armes. Après la défaite de Wuhuan en 207, il envoie également un tribut à Cao Cao et lui fournit même une assistance contre le rebelle Tian Yin. En 218, il s'allie aux rebelles de Wuhuan, les Nengchendi, mais ils sont lourdement défaits et repoussés de l'autre côté de la frontière par Cao Zhang. En 220, il reconnaît Cao Pi comme empereur des Wei. Finalement, il se retourne contre eux et mène des raids avant d'être tué en 235, après quoi sa confédération se désintègre.
De nombreuses tribus Xianbei migrent vers le sud et s'installent aux frontières des dynasties Wei-Jin, auxquelles elles se soumettent. En 258, la tribu Tabghach s'installe dans la ville abandonnée de Shengle, au nord des montagnes Yin. À l'est, la tribu Yuwen s'installe entre la rivière Luan He et Chaoyang, tandis que la tribu Murong est autorisée à s'enfoncer plus profondément dans le Liaodong. La tribu Duan est fondée à Liaoxi, à l'intérieur de la Grande Muraille, par un ancien esclave Xianbei et un groupe d'exilés. À l'ouest, une branche des Murong s'est déplacée vers le nord du Qinghai et se mélange avec les Qiangs, devenant Tuyuhun. La tribu Qifu s'est installée près du bassin de Longxi, tandis qu'une branche des Tabghach, la tribu Tufa, parcoure le corridor de Hexi. En 270, le chef Tufa, Tufa Shujineng, dirige les différentes tribus ethniques du nord-ouest dans une rébellion contre la dynastie Jin dans les provinces de Qin et de Liang, mais est vaincu en 279 par Ma Long.

### Les Seize Royaumes et les Wei du Nord

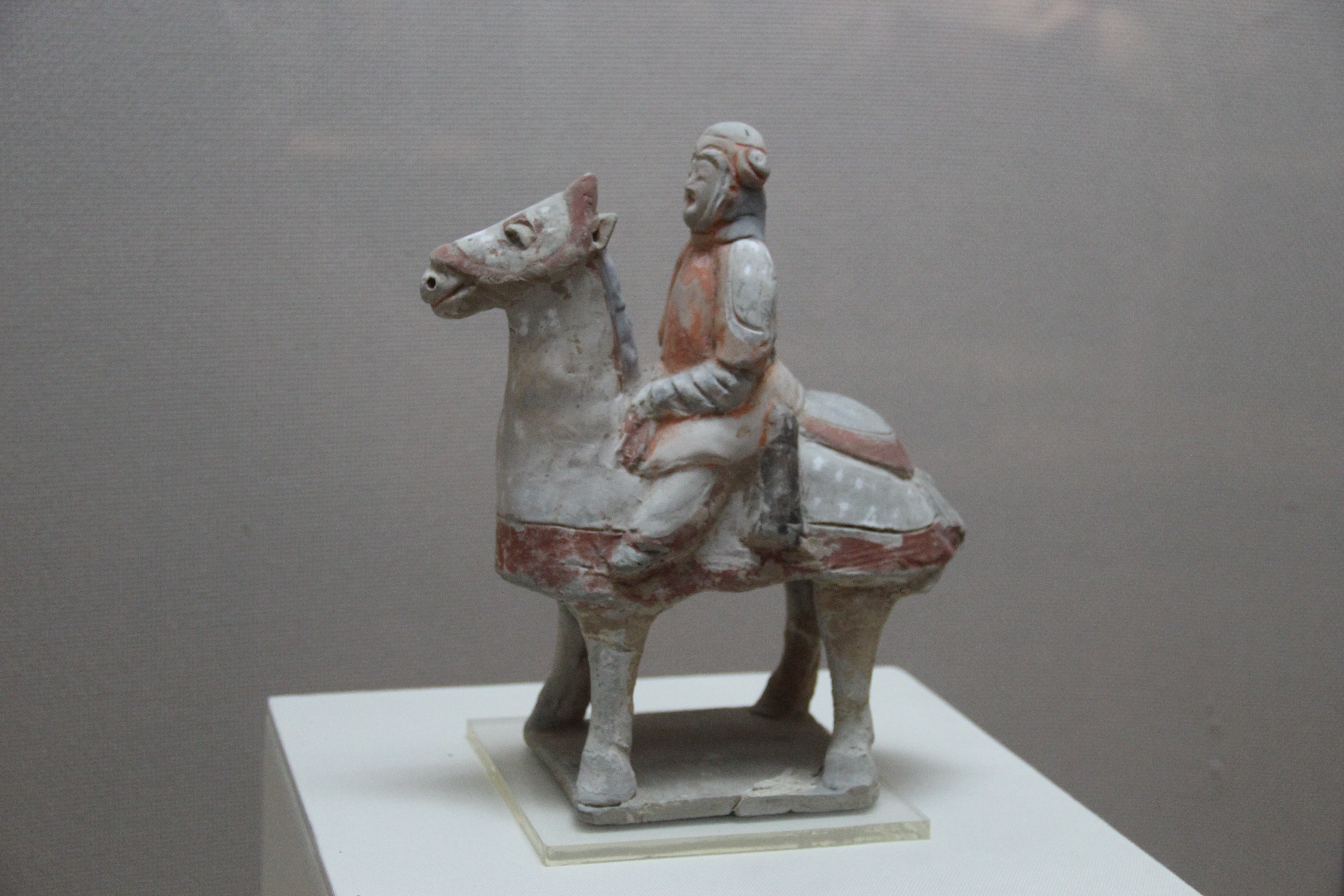
Cavalier des dynasties du Nord

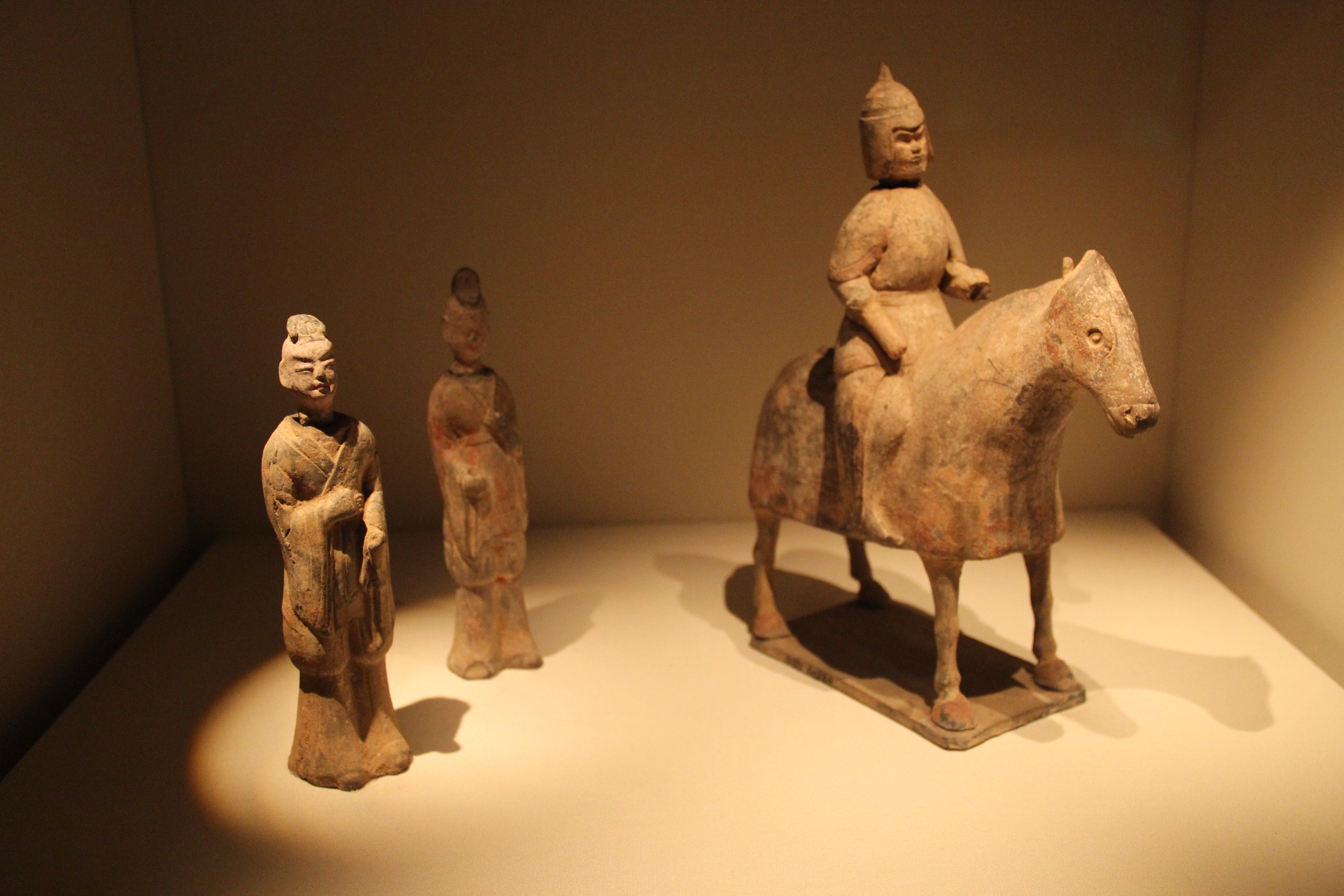
Cavalerie des Wei du Nord

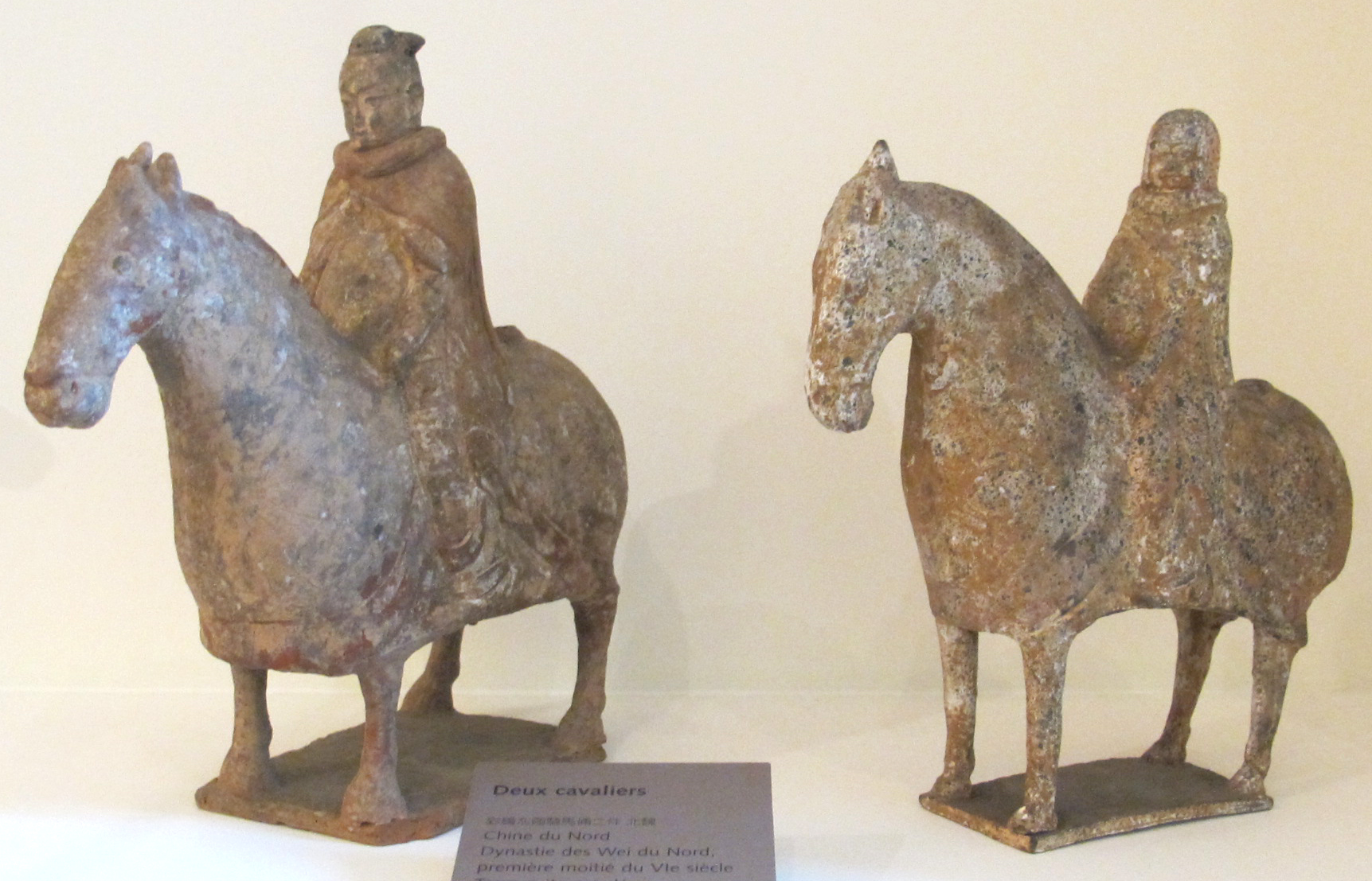
Cavalerie des Wei du Nord

Pendant la guerre des Huit Princes, les Xianbei du nord-est, principalement les Duan, sont amenés à combattre dans les guerres civiles des princes Jin et jouèrent un rôle décisif dans ces guerres. Lorsque les Xiongnu du Shanxi se rebellent et fondent la dynastie Han-Zhao, les Tabghach proposent leur aide à Jin pour combattre les rebelles.
Les Xianbei fondent plusieurs des Seize Royaumes dans le nord de la Chine. Les Murong du Liaodong sont le clan le plus remarquable de cette période. Ils fondent ensuite le Yan antérieur (337-370), le Yan postérieur (384-407) et le Yan méridional (398-410), ainsi que le Yan occidental (384-394 ; non répertorié parmi les Seize Royaumes). Les Murong dominent le nord-est et, à un moment donné, rivalisaient pour unifier la Chine, mais échouent en raison de conflits familiaux, de la corruption et de la faiblesse des dirigeants. Pendant ce temps, dans le Gansu, les Qifu établissent le Qin occidental (385-431) tandis que les Tufa établissent le Liang du Sud (397-414).
Les Tabghach conservent leur fief de Dai (310-376), qui est élevé au rang de royaume en 315, avant d'être finalement conquis par la dynastie Qin dirigée par Di. Avec la chute des Dai, la Chine du Nord est brièvement unifiée sous les Qin, mais comme ils s'effondrèrent rapidement après une défaite désastreuse à la bataille de la rivière Fei en 383, les Tabghach restaurent leur État sous le nom de dynastie des Wei du Nord (386-535), devenant ainsi la première des dynasties du Nord (386-581). Les Wei du Nord gagnent en puissance après avoir vaincu et supplanté les Yan postérieurs dans les plaines centrales. En 439, ils soumettent le dernier des Seize Royaumes, unifiant ainsi le Nord et achevant la transition vers la période des dynasties du Nord et du Sud,,.

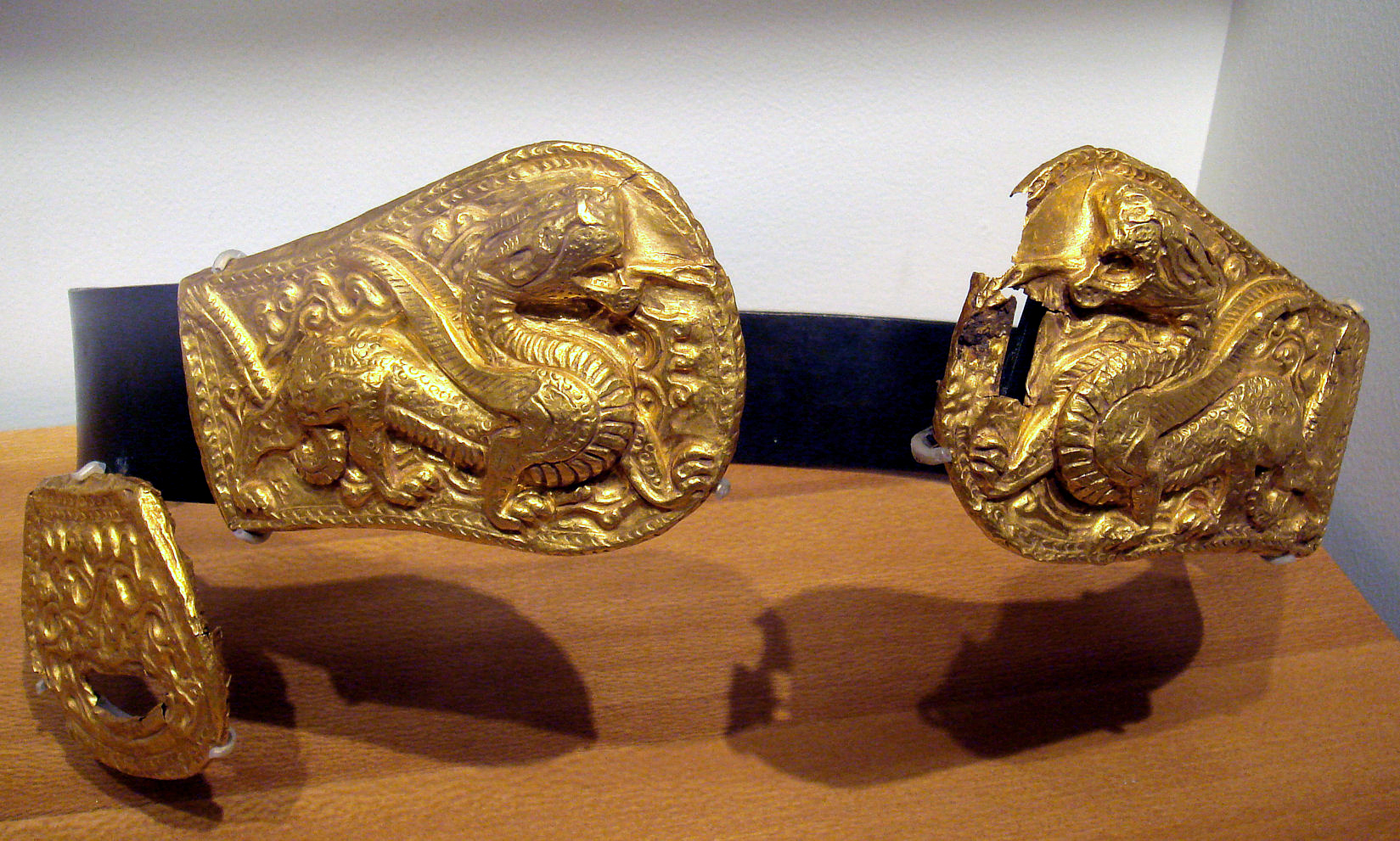
Boucles de ceinture Xianbei, IVe siècle après J.-C.

### Sinisation et assimilation
Les mariages avec les familles d'élite Han sont encouragés, et les Wei du Nord commencent à organiser des mariages entre les élites chinoises Han et les filles de la famille royale Xianbei Tabghach dans les années 480. Plus de cinquante pour cent des princesses Tabghach Xianbei des Wei du Nord sont mariées à des hommes chinois Han du Sud issus des familles impériales et à des aristocrates du sud de la Chine des dynasties du Sud. Certains membres de la famille royale chinoise Han en exil fuient le sud de la Chine et font défection au Xianbei. Plusieurs filles de Xianbei Xiaowen sont mariées aux élites chinoises Han : Liu Song Liu Hui (劉輝), épouse la princesse Lanling (蘭陵公主) du Wei du Nord,,,,, la princesse Huayang (華陽公主) est mariée à Sima Fei (司馬朏), descendant de la royauté de la dynastie Jin, la princesse Jinan (濟南公主) est mariée à Lu Daoqian (盧道虔), la princesse Nanyang (南陽長公主) à Xiao Baoyin (蕭寶寅), membre de la royauté Qi du Sud. La sœur de l'empereur Xiaozhuang, la princesse Shouyang, épouse le fils de Wudi de la dynastie Liang, Xiao Zong (蕭綜).

## Culture
La base économique des Xianbei est l'élevage combiné à la pratique agricole. Ils sont les premiers à développer le système du khanat, dans lequel la formation des classes sociales s'approfondit et des développements se produisent également dans leur alphabétisation, leurs arts et leur culture. Ils utilisent un calendrier zodiacal et privilégient le chant et la musique. Le tengrisme puis le bouddhisme sont les principales religions du peuple Xianbei. Xiaowen de l'État des Wei du Nord, dirigé par les Xianbei, dans le nord de la Chine, décrète officiellement le changement des noms des Xianbei en noms des Han. Avant Tanshihuai, les Xianbei n'ont pas de système de succession héréditaire et leurs chefs sont choisis en élisant un membre de leur tribu en fonction de son caractère et de ses capacités. Même après avoir établi leurs États sur les plaines centrales et adopté le système héréditaire chinois, les frères, oncles et cousins influents des dirigeants Xianbei continuent de se présenter comme prétendants au trône.

## Art

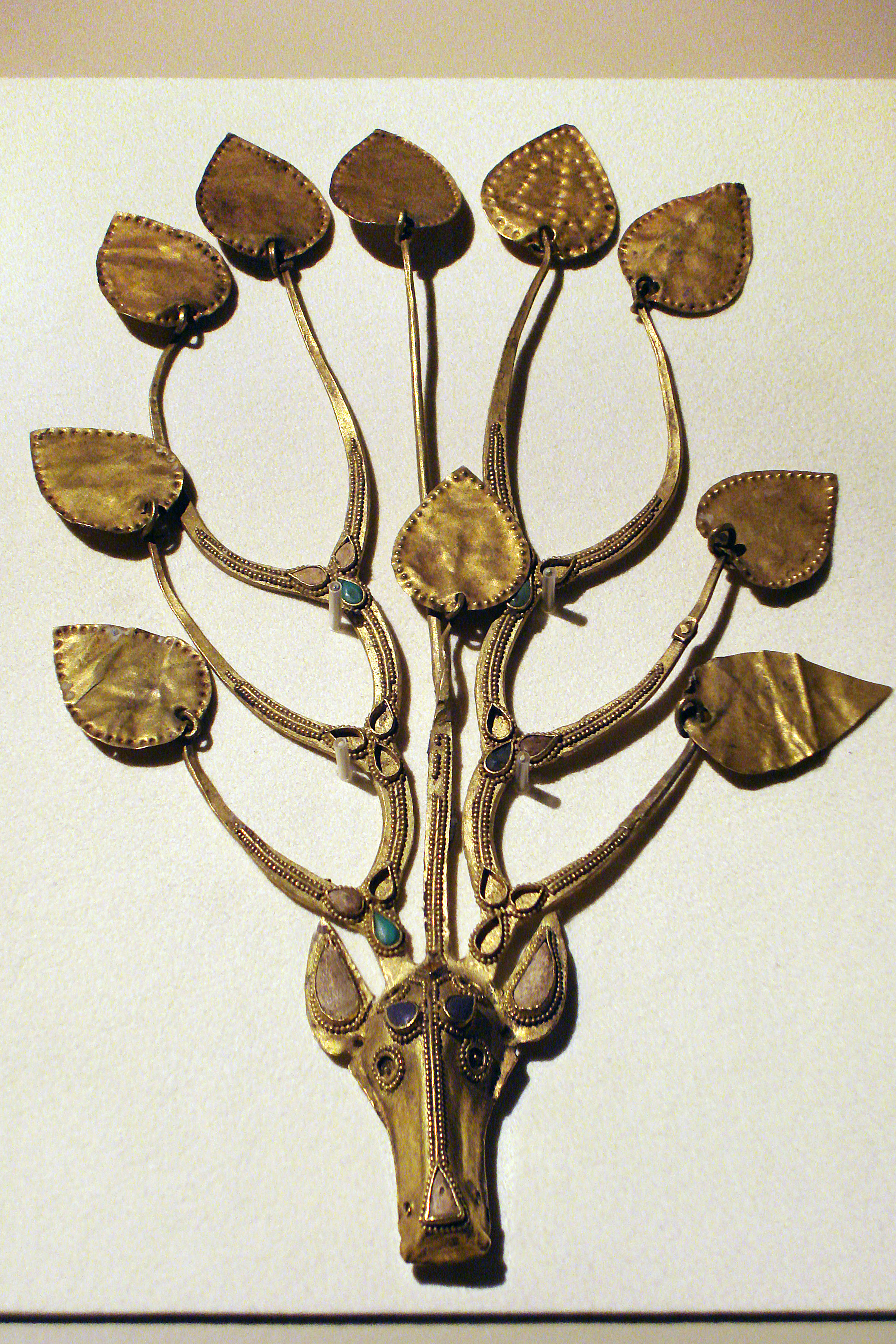
Ornement de tête Xianbei avec motif de cheval. Dynasties du Nord (386 – 581 après J.C.)

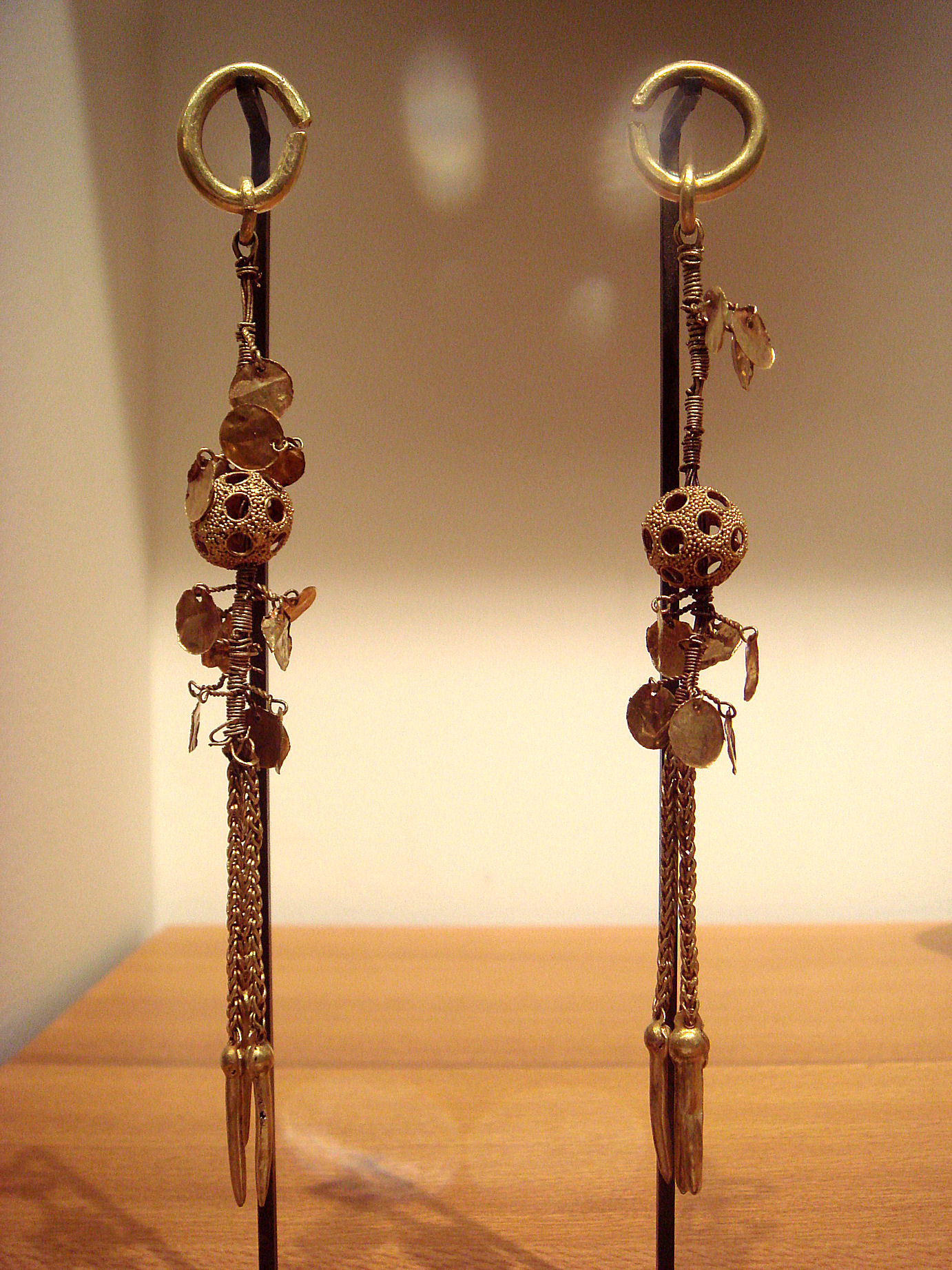
Boucles d'oreilles Wei du Nord. Dynastie des Wei du Nord, Ve siècle

L'art des Xianbei représente leur mode de vie nomade et se compose principalement d'objets en métal et de figurines. Ils sont connus pour mettre l'accent sur des motifs nomades uniques dans des avancées artistiques telles que des coiffes de feuilles, des représentations d'animaux accroupis et géométrisés, des colliers pendentifs d'animaux et des ajours en métal.

### Coiffes en feuilles
Les coiffes en feuilles sont très caractéristiques de la culture Xianbei, et on les retrouve notamment dans les tombes des Murong Xianbei. Leur style ornemental spécifique établit également un lien entre les Xianbei et la Bactriane. Ces ornements en or pour chapeaux représentaient des arbres et des bois de cervidés. En chinois, ils sont appelés buyao (« balancement au pas ») en raison des fines feuilles métalliques qui bougent au rythme des mouvements de celui qui les porte. Sun Guoping a été le premier à découvrir ce type d’artéfact et à en définir trois styles principaux. Le style appelé « Arbre en Fleurs » (huashu) est monté à l’avant d’un chapeau, près du front, et se compose d’une ou plusieurs branches ornées de feuilles suspendues en forme de cercle ou de goutte. Le style dit « Sommet Fleurissant » (dinghua), porté au sommet de la tête, évoque un arbre ou un animal avec de nombreux pendants en forme de feuilles. Enfin, la rare « Vigne Fleurie » (huaman) est constituée de bandes d’or entrelacées avec des fils métalliques et décorée de feuilles. es coiffes sont fabriquées en or martelé, décorées avec des motifs poinçonnés, et les feuilles pendantes sont attachées à l’aide de fils métalliques. L’origine exacte, l’usage et les modalités de port de ces coiffes font encore l’objet d’études. Cependant, des coiffes similaires ont également été portées ultérieurement par des femmes dans les cours royales,.

### Iconographie animale

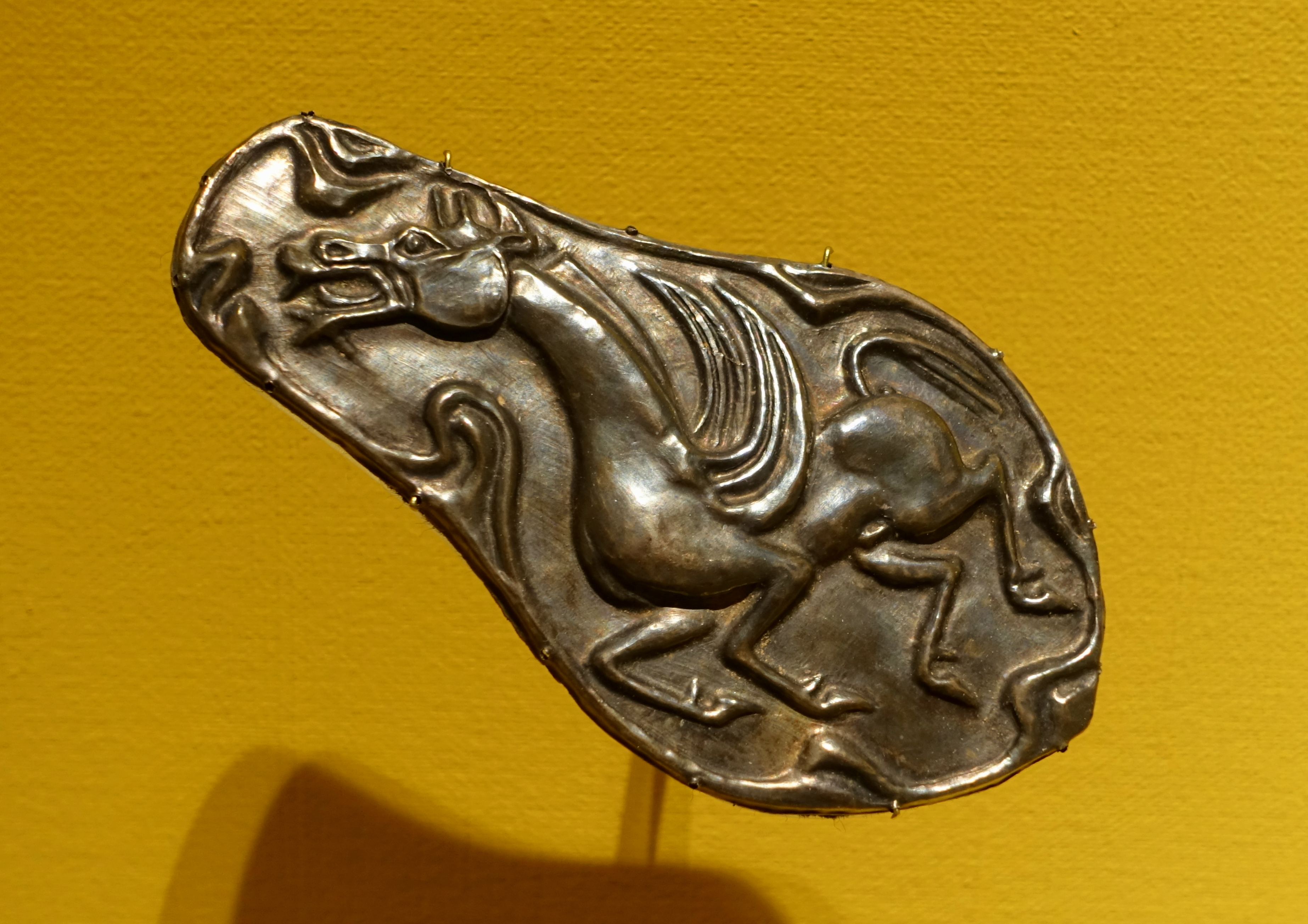
Plaque du cheval volant, culture Xianbei, province de Mongolie intérieure, Chine. Du 1er siècle avant J.-C. au 1er siècle après J.-C.

Un autre élément clé de l’art Xianbei est l’iconographie animale, principalement réalisée dans le travail du métal. Les Xianbei représentaient des animaux accroupis selon des formes stylisées, géométrisées, abstraites et souvent répétées, caractérisant leur culture et leur art par des scènes de prédation animale ou de combats entre animaux de la même espèce. Les moutons, les cerfs et les chevaux sont les sujets les plus fréquemment illustrés. Ces artefacts, souvent des plaques ou des pendentifs en métal, arboraient des arrière-plans ornés de découpes ajourées ou de paysages montagneux, rappelant le mode de vie nomade des Xianbei. Avec son imagerie animale répétitive, son arrière-plan ajouré et son cadre rectangulaire, l’exemple de la plaque aux trois cerfs illustre parfaitement le style artistique Xianbei. Les dos concaves de certaines plaques suggèrent qu’elles ont été fabriquées par moulage à la cire perdue, ou bien que des motifs en relief sont imprimés à partir de feuilles de métal martelées,.

### Chevaux
Les traditions nomades des Xianbei les ont poussés à représenter des chevaux dans leur art. Le cheval occupait une place centrale dans l’existence des Xianbei en tant que peuple nomade. Dans une tombe, on a découvert un crâne de cheval reposant sur des cloches, des boucles, des ornements, une selle et un étrier en bronze doré appartenant aux Xianbei. Les Xianbei ne se contentaient pas de créer des objets d’art pour leurs chevaux, ils réalisaient également des œuvres destinées à représenter ces animaux. Un motif récurrent de leur iconographie est celui du cheval ailé. L’archéologue Su Bai a suggéré que ce symbole représentait une « créature céleste en forme de cheval » en raison de son importance dans la mythologie Xianbei.

### Figurines
Les figurines Xianbei permettent de représenter les membres de cette société en illustrant leurs loisirs, en mettant en évidence des vêtements spécialisés et en suggérant diverses croyances. La majorité de ces figurines ont été retrouvées dans des tombes Xianbei. Elles représentent principalement des figures militaires et musicales destinées à accompagner les défunts dans leurs processions funéraires et à protéger leurs sépultures. Par ailleurs, les vêtements des figurines reflètent les statuts sociaux correspondants : les Xianbei de rang supérieur portaient des robes à manches longues avec une chemise à col droit en dessous, tandis que ceux de rang inférieur sont vêtus de pantalons et de tuniques ceinturées.

### Influences bouddhistes
Les influences bouddhistes chez les Xianbei proviennent de leurs interactions avec la culture Han. Les bureaucrates Han ont d'abord aidé les Xianbei à administrer leur État, mais ces derniers sont progressivement devenus des sinophiles et ont favorisé le bouddhisme. Le début de cette conversion est attesté par l’apparition d’images du Bouddha dans l’art Xianbei. Par exemple, la coiffe en feuilles ornée d’une représentation du Bouddha illustre parfaitement cette transition et la synthèse bouddhiste, en combinant la coiffe traditionnelle nomade des Xianbei avec les nouvelles iconographies du Bouddha. Cette conversion religieuse Xianbei s’est poursuivie sous la dynastie des Wei du Nord, menant finalement à la création des grottes de Yungang.

## Langue

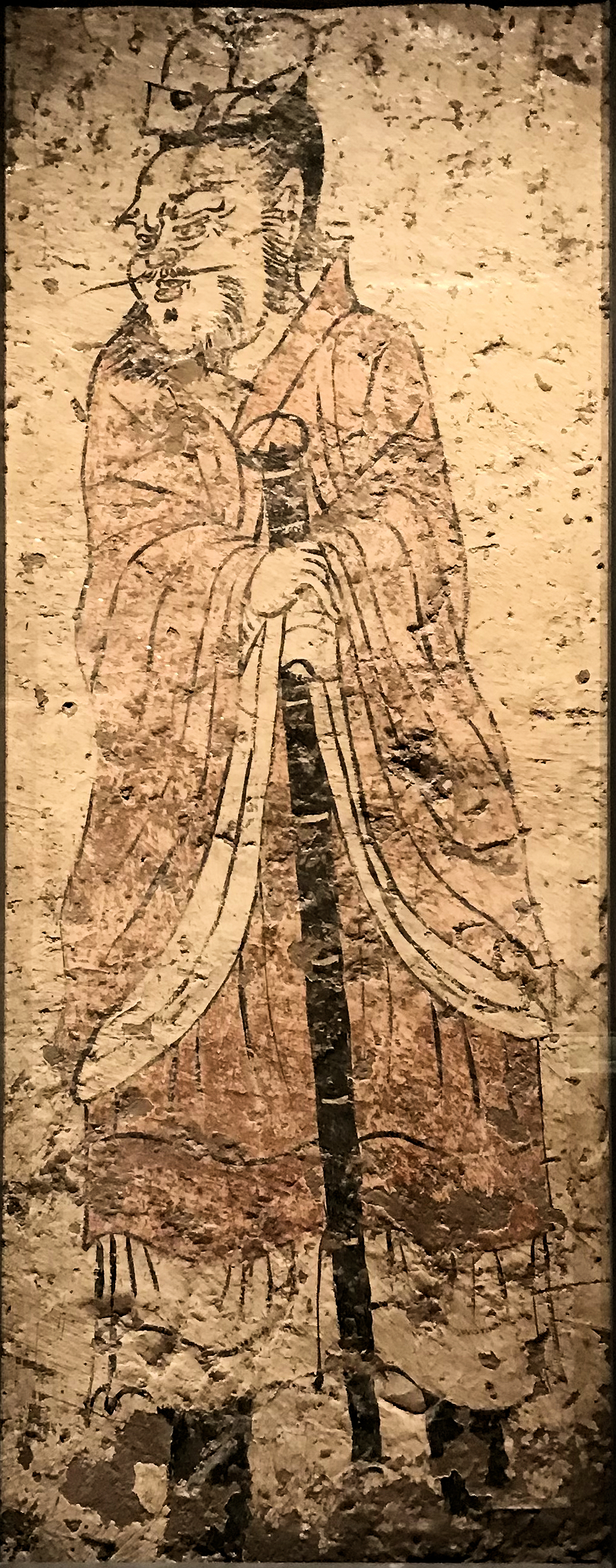
Peinture de Li Xian, général des Zhou du Nord de Tabghach-Xianbei (504-569 après J.-C.)

On pense que les Xianbei parlent des langues mongoles ou para-mongoles, avec des influences turques précoces et importantes.
Il est également possible que les Xianbei parlent plus d'une langue,.
Cependant, il ne reste aucune œuvre écrite en Xianbei, dont on pense qu'elle est écrite en caractères chinois. Il ne reste que quelques mots, comme 啊干 « frère aîné »,.

## Anthropologie

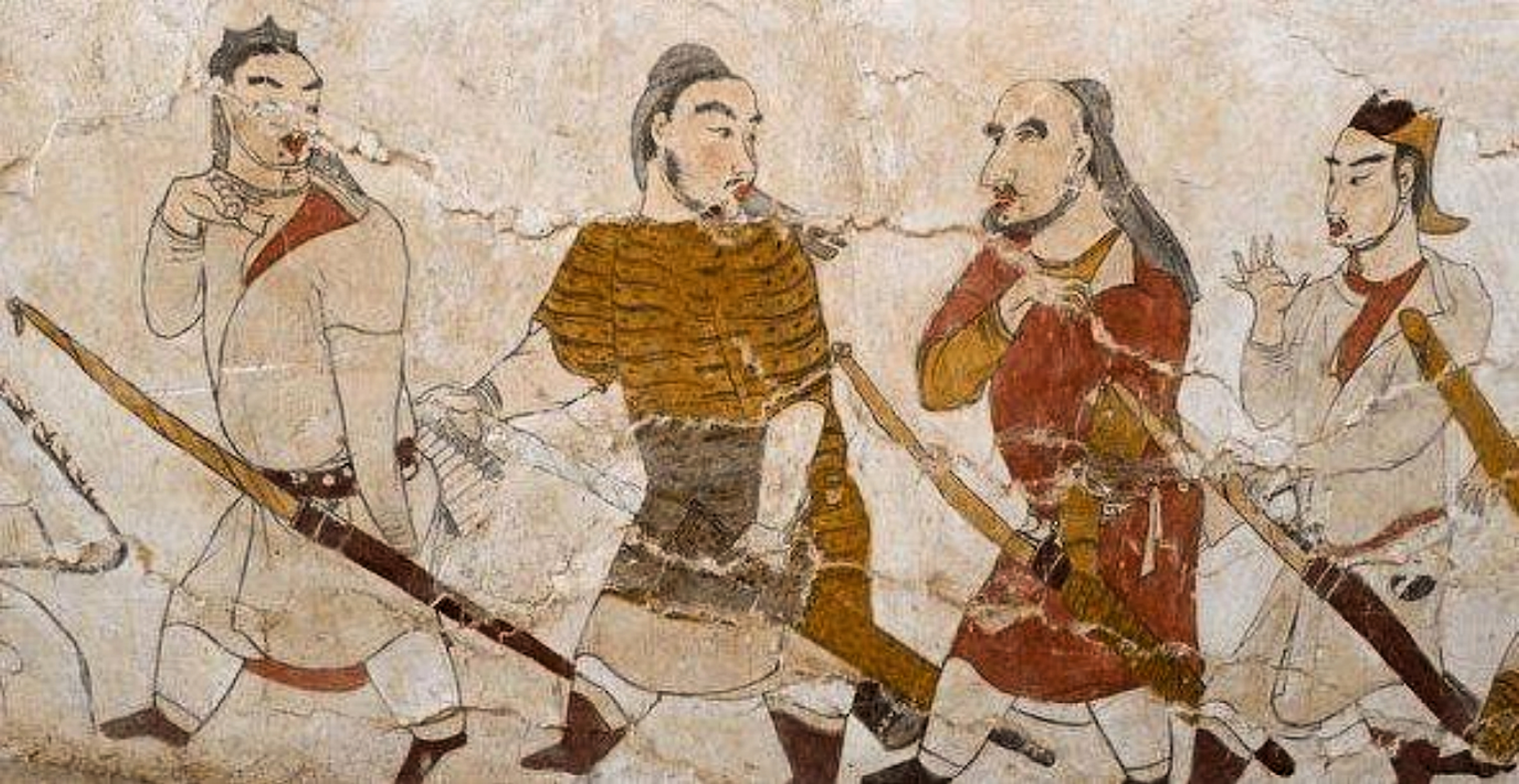
Cavaliers guerriers Xianbei armés de longs arcs. Dynastie Qi du Nord (北齊 550-577 CE), Taiyuan, province du Shanxi.

Selon Du et al. (2024), certains historiens estiment que les Xianbei pourraient avoir eu des traits « exotiques », tels qu’un nez proéminent, des cheveux blonds et des barbes épaisses. Cependant, d’autres spécialistes suggèrent que leur apparence ne différait pas radicalement de celle des Asiatiques de l’Est modernes. Une analyse génétique de l’empereur Wu des Zhou du Nord a révélé qu’il possédait des caractéristiques typiquement est-asiatiques, ce qui corrobore l’hypothèse selon laquelle les Xianbei sont principalement d’apparence est-asiatique.
Dans les sources chinoises, les cheveux « jaunes » pouvaient désigner des cheveux bruns plutôt que blonds et concerner d'autres peuples, comme les Jie, plutôt que les Xianbei. L'historien Edward H. Schafer pense que de nombreux Xianbei sont blonds, mais d'autres, comme Charles Holcombe, estiment qu’« il est probable que la majorité des Xianbei n’étaient pas visiblement très différents de la population générale du nord-est de l’Asie ». L’anthropologue chinois Zhu Hong et Zhang Quan-chao ont étudié des crânes Xianbei provenant de plusieurs sites en Mongolie-Intérieure. Ils ont constaté que les caractéristiques anthropologiques des crânes Xianbei étudiés montrent un type racial étroitement lié aux Asiatiques de l’Est modernes, et que certains traits physiques de ces crânes se rapprochent davantage des Mongols, Mandchous et Chinois Han modernes.

## Génétique
Une étude génétique publiée dans The FEBS Journal en octobre 2006 a examiné l'ADNmt de 21 Tabghach Xianbei enterrés au cimetière de la montagne Qilang en Mongolie intérieure, en Chine. Les 21 échantillons d'ADNmt extraits appartenaient aux haplogroupes O (9 échantillons), D (7 échantillons), C (5 échantillons), B (2 échantillons) et A. Ces haplogroupes sont caractéristiques des Asiatiques du Nord-Est. Parmi les populations modernes, on a découvert qu'ils sont les plus étroitement liés au peuple Oroqen.
Une étude génétique publiée dans le Russian Journal of Genetics en avril 2014 a examiné l'ADNmt de 17 Tabghach Xianbei enterrés au cimetière de Shangdu Dongdajing en Mongolie intérieure, en Chine. Les 17 échantillons d'ADNmt extraits appartenaient aux haplogroupes D4 (quatre échantillons), D5 (trois échantillons), C (cinq échantillons), A (trois échantillons), G et B.
Une étude génétique publiée dans l'American Journal of Physical Anthropology en novembre 2007 a examiné 17 individus enterrés dans un cimetière de Murong Xianbei à Lamadong, Liaoning, Chine vers 1900. 300 après J.-C. Il est déterminé qu'ils sont porteurs des haplogroupes maternels J1b1, D (trois échantillons), F1a (trois échantillons), M, B, B5b, C (trois échantillons) et G2a. Ces haplogroupes sont communs chez les Asiatiques de l’Est et certains Sibériens. Les haplogroupes maternels des Xianbei de Murong sont sensiblement différents de ceux des Huns et des Xianbei de Tabghach.
Une étude génétique publiée dans l'American Journal of Physical Anthropology en août 2018 a noté que l'haplogroupe paternel C2b1a1b est détecté chez les Xianbei et les Rouran, et est probablement une lignée importante parmi le peuple Donghu.
Une analyse complète du génome publiée en novembre 2023 a analysé les données génomiques de neuf individus Xianbei (environ 200 à 300 CE), ainsi que des échantillons Xianbei précédemment publiés, couvrant presque toute la période Xianbei ainsi que les périodes pré- et post-Xianbei, et a constaté que les Xianbei présentaient une population homogène avec une ascendance presque exclusive de l'Asie du Nord-Est ancienne. Les auteurs remarquent en outre que ces résultats sont cohérents avec une région du fleuve Amour, en particulier autour de la chaîne de montagnes du Grand Khingan, origine de la population ancestrale Xianbei. Les premiers Xianbei ne présentaient aucun signe de mélange avec les groupes environnants, tandis que les Xianbei ultérieurs présentaient des quantités limitées de mélange avec des groupes Sarmates et des groupes chinois Han (« de type fermier du fleuve Jaune »). Plus tard, les Xianbei du nord de la Chine ont adopté un mode de vie agricole et se sont mélangés à la population locale, contribuant ainsi à l'histoire génétique du nord de la Chine.
Une étude de 2024 sur les restes de Xianbei, y compris les restes de l'empereur Wu des Zhou du Nord, a révélé qu'ils provenaient principalement des anciens Asiatiques du Nord-Est à environ 62 à 96 %, avec une quantité plus faible d'adjonction de « fermiers de la rivière Jaune » néolithiques (associés aux Chinois Han) à environ 4 à 32 %. L'ascendance des bergers des steppes occidentales n'a été trouvée qu'en faible quantité ou totalement absente parmi les différents restes de Xianbei (moyenne d'environ 2 à 7 %). Les restes Xianbei analysés présentent leurs affinités génétiques les plus proches avec les anciens peuples Khitan et Mohe, ainsi qu'avec les peuples mongols actuels. Le nombre d'ancêtres d'agriculteurs de l'Asie du Nord-Est ancienne et du fleuve Jaune variait en fonction de la situation géographique, suggérant une forme d'hétérogénéité parmi les anciens Xianbei. Contrairement aux Xianbei, la première classe dirigeante turque, la tribu Ashina, s'est avérée être presque entièrement issue des anciens Asiatiques du Nord-Est sans ascendance significative du fleuve Jaune.

## Personnalités notables

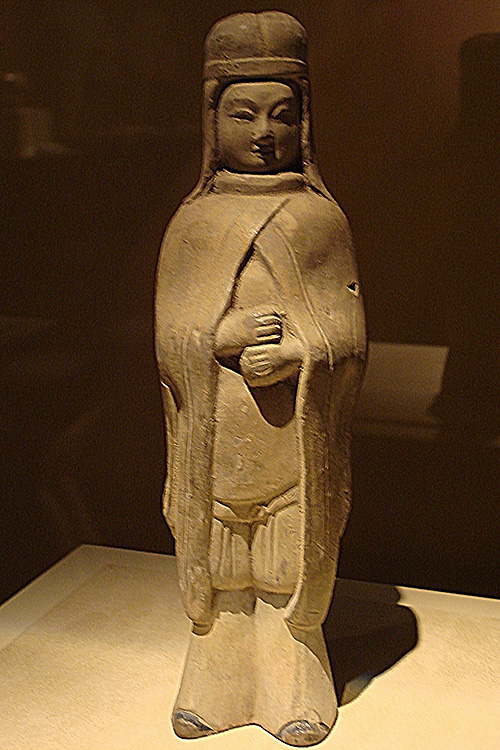
Figurine féminine Xianbei

### Prédynastique
- Tanshihuai (en) (檀石槐, 136–181), chef Xianbei qui dirigea la confédération Xianbei
- Kebineng (en) (軻比能, mort en 235), chef de clan Xianbei qui a vécu à la fin de la dynastie des Han de l'Est et à la période des Trois Royaumes
- Tufa Shujineng (en) (禿髮樹機能, mort en 279), chef Xianbei qui vécut pendant la période des Trois Royaumes

### Seize Royaumes

#### Yan et Tuyuhun
- Murong Hui (慕容廆, 269–333), chef de la tribu Murong et duc de Liaodong
- Murong Tuyuhun (慕容吐谷渾, 246-317), fondateur des Tuyuhun
- Murong Huang (慕容皝, 297-348), fondateur de l'ancien Yan
- Murong Chui (en) (慕容垂, 326–396), général des Yan antérieurs et fondateur des Yan postérieurs
- Murong Ke (en) (慕容恪, décédé en 367), général et homme d'État de l'ex-Yan
- Murong Chong (en) (慕容沖, 359-386) deuxième souverain des Yan occidentaux
- Murong De (en) (慕容德, 336-405), fondateur des Yan du Sud

#### Dai
- Tuoba Yilu (en) (拓跋猗盧, décédé en 316), fondateur du Tabghach Dai
- Tuoba Shiyiqian (en) (拓跋什翼犍, 320-376), dernier dirigeant du Tabghach Dai

#### Liang du Sud
- Tufa Wugu (en) (禿髮烏孤, mort en 399), fondateur du Liang méridional
- Tufa Rutan (en) (禿髮傉檀, 365-415), dernier souverain du sud des Liang

#### Qin occidental
- Qifu Gangui (en) (乞伏乾歸, mort en 412), deuxième souverain des Qin occidentaux
- Qifu Chipan (en) (乞伏熾磐, mort en 428), troisième souverain des Qin occidentaux

### Les dynasties du Nord

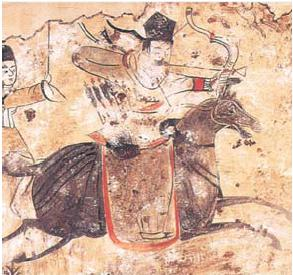
Peinture représentant un archer Xianbei Murong dans une tombe de l'ancien Yan (337-370).

- Daowu (en) (拓跋珪, 371-409), empereur fondateur des Wei du Nord
- Tuoba Tao (拓拔燾, 408-452), troisième empereur des Wei du Nord
- Yuan He (en) (禿髮破羌, 407–479), général suprême des Wei du Nord
- Yuwen Tai (en) (宇文泰, 507–556), général suprême de l'État des Wei occidentaux, une branche de l'État successeur des Wei du Nord
- Dugu Xin (en) (独孤信, 503-557), général suprême de l'État de Western Wei
- Yuchi Jiong (en) (尉遲迥, mort en 580), général suprême des États de Wei de l'Ouest et de Zhou du Nord
- Lou Zhaojun (en) (婁昭君, 501-562), impératrice douairière de l'État de Qi du Nord
- Lu Lingxuan (en) (陸令萱, décédée en 577), une dame d'honneur du palais de l'État des Qi du Nord
- Yuwen Hu (en) (宇文護, 513-572), régent de l'État des Zhou du Nord
- Xiaojing des Wei (en) (魏孝靜帝, 524-550) fondateur et seul empereur de l'État des Wei de l'Est
- Mu Tipo (en) (穆提婆, 527-577), un haut fonctionnaire de l'État du Qi du Nord
- Mu Sheli (en) (穆邪利, 557-577), impératrice de l'État Qi du Nord
- Gao Anagong (en) (高阿 那肱, décédé en 580), haut fonctionnaire et général de l'État Qi du Nord
- Dugu (en) (獨孤王后, 536-558), reine de l'État des Zhou du Nord
- Yuwen Yong (宇文邕, 543-578), empereur de l'État des Zhou du Nord

## Descendants modernes
La plupart des clans Xianbei ont adopté des noms de famille chinois pendant la dynastie Wei du Nord. En particulier, beaucoup sont sinisés sous Bei Wei Xiaowendi.
Le peuple Tu de la Chine moderne pourrait être descendu des Xianbei liés au royaume de Tuyuhun (284-670) au et les Xia occidentaux (1038-1227).
Les Xibe croient également qu'ils descendent des Xianbei, avec des avis divergents considérables qui attribuent leurs origines aux Jurchens, aux Oroqen ou aux Xianbei,.
Les descendants de Xianbei parmi la population coréenne portent des noms de famille tels que Mo 모, Seok Sŏk Sek 석, Won Wŏn 원 et Dokgo 독고,,,,,,.